# Dragon Ball XenoVerse
Dragon Ball XenoVerse (viết tắt là Dragon Ball XV) là tựa game hành động nhập vai đối kháng dựa trên truyện tranh Dragon Ball,  được phát triển bởi Dimps và phát hành bởi Bandai Namco Games. Nó được phát hành vào tháng 2 năm 2015 cho PlayStation 3, PlayStation 4, Xbox 360, Xbox One, và Microsoft Windows. Nó là trò chơi Dragon Ball đầu tiên  phát hành cho video game console thế hệ thứ tám.

## Lối chơi
Trò chơi được thiết kế bằng các đấu trường 3 chiều, dựa theo mô hình các địa điểm nổi bật trong vũ trụ Dragon Ball, trong đó thành phố chính của trò chơi là thành phố Toki Toki. Người chơi có thể tự do đi đến các nơi để chuyển đổi vùng trong không gian rộng lớn, có thể chiến đấu trên mặt đất, đánh trên cao và dưới nước. Trò chơi còn có tính năng đối thoại ở các nhân vật chính trong khi ở đang chiến đấu và các nhân vật thể hiện cảm xúc qua nét mặt khi họ tấn công đối thủ hoặc gây sát thương. Mặc dù bị hạn chế nhưng người chơi có thể tự do khám phá trái đất cùng với một số ít các địa điểm khác. 
Dragon Ball XenoVerse cũng là  trò chơi  Dragon Ball thứ ba có tính năng tạo nhân vật. Qua việc tạo nhân vật, người chơi có thể chọn nhân vật của mình  chủng tộc, giới tính, các tính năng cơ thể, trang phục và các đặc điểm giọng nói. Có năm chủng tộc có sẵn trong quá trình tạo nhân vật ban đầu: Người Saiyan, Chủng tộc Namek, Người Trái Đất, Chủng tộc Majins và Chủng tộc Frost Demon. Tất cả các chủng tộc đều có những lợi thế và những hạn chế khác nhau. Thành phố Toki Toki, là trung tâm chính của trò chơi, nơi người chơi có thể tạo nhóm, nhận nhiệm vụ du hành thời gian.

## Cốt truyện
Không giống như các game trước của series thường dựa theo nội dung trong truyện Dragon Ball, trò chơi có một câu chuyện hoàn toàn mới, có những tính năng nhân vật riêng của người chơi. Trong lần phát hành V-Jump # 7, trò chơi đã được công bố, thu hút sự quan tâm của những người hâm mộ về nhân vật bí ẩn có mái tóc đỏ, mặc áo có logo của Tập đoàn Capsule. Tuy nhiên, sau đó đã tiết lộ rằng nhân vật này là một nhân vật mới được tạo ra,  từ đó xác nhận tính năng tạo nhân vật. Một nhân vật  nữa đó là là Time Patrol Trunks từ trò chơi Dragon Ball Online, người có nhiệm vụ hỗ trợ người chơi.
Câu chuyện tập trung vào hai nhân vật phản diện có tên là Towa và Mira có khả năng thao túng thời gian, thay đổi lịch sử và Time Patrol Trunks, người có nhiệm vụ ngăn chặn điều đó. Trunks đã nhờ Rồng Thần gửi cho anh một anh hùng (mà trong đó anh hùng chính là nhân vật của người chơi), người sẽ giúp anh khôi phục lại dòng thời gian. Câu chuyện này cũng đã vay mượn một vài ý tưởng từ các trò chơi trước đó trong series.

## Phát triển
Trò chơi chiến đấu  được phát triển bởi Dimps có đầy đủ tính năng 3 chiều như Budokai Tenkaichi và Raging Blast được phát triển bởi Spike. Ban đầu trò chơi được gọi là Dự án Tân Dragon Ball, cho đến khi tên thực sự của nó được tiết lộ vào ngày 10 Tháng 6 năm 2014.

## Phát hành
Dragon Ball XenoVerse ban đầu được phát hành vào ngày 05 Tháng 2 năm 2015, tại Nhật Bản và dự kiến sẽ phát hành tám ngày sau đó ở những nước khác. Sau khi trễ hai tuần, nó đã được phát hành vào ngày 24 tháng 2 ở Bắc Mỹ và ba ngày sau đó ở những nước còn lại.

## Đón nhận
Dragon Ball XenoVerse đã nhận được nhiều đánh giá tích cực. Trên trang web GameRankings và Metacritic, phiên bản PlayStation 4 đạt 70.26% dựa trên 31 đánh giá và  69/100 dựa trên 50 đánh giá; trong khi Xbox One đạt  66,87% dựa trên 15 đánh giá và  67/100 dựa trên 18 đánh giá. Tạp chí trò chơi nổi tiếng Famitsu của Nhật Bản cho trò chơi tổng điểm 30/40 và ghi nhận lỗi lặp đi lặp lại của các nhiệm vụ trong trò chơi và tình trạng lag trong khi đang chiến đấu là nhược điểm chính của trò chơi, kết luận rằng nó có thể " thu hút những người hâm mộ trò chơi chiến đấu và những người yêu thích trò chơi hành động nhanh". IGN đã cho trò chơi 6,7 điểm trên 10, khen ngợi về đồ họa cùng câu chuyện độc đáo, và nhấn mạnh rằng trò chơi có thể thu hút người thích anime, chiến đấu, và các trò chơi nhập vai. Hardcore Gamer đã cho trò chơi 3,5 điểm trên 5, khen ngợi về chức năng tạo nhân vật và các chế độ khác, nhưng lại phê bình các chuyển động của camera trong game. Với GameTrailers thì cho số điểm khá thấp 6.0, chỉ trích các lỗi tương tự như của Famitsu và IGN. GameSpot đã cho 6 điểm với thang điểm 10, khen ngợi hệ thống tuỳ biến chi tiết của nó và một "một câu chuyện với những trải nghiệm thú vị". Destructoid lại cho số điểm "dưới trung bình" (4.5/10).  Toonami, trong phân đoạn xem xét trò chơi, đã đưa ra một lời phê bình khả quan hơn, cho số điểm 8/10.

### Doanh thu
Tính đến ngày 17 Tháng 3 năm 2015, 1,5 triệu bản trò chơi đã được bán ra trên toàn thế giới. Trò chơi đứng thứ hai trong danh sách trò chơi bán chạy nhất cho PlayStation 4 trên PlayStation Store vào tháng 2 năm 2015, xếp sau trò chơi Dying Light. Vào tháng 4 năm 2015, Namco Bandai Entertainment đã thông báo rằng hơn 2,5 triệu bản trò chơi đã được bán ra.